# Two for Tonight
Two for Tonight é um filme estadunidense de 1935, do gênero comédia musical, dirigido por Frank Tuttle e estrelado por Bing Crosby e Joan Bennett. O destaque do elenco, entretanto, é Mary Boland como a mãe do protagonista. Crosby canta três canções de Harry Revel e Mack Gordon, entre elas o sucesso Without a Word of Warning.

## Sinopse
Contratado para escrever um musical para a impulsiva estrela Lilly Bianca, o compositor Gilbert Gordon espanta-se ao ver que tem de concluir a tarefa em uma semana. Para piorar, ele se sente atraído pela atriz, o que desperta os ciúmes da namorada Bobbie Lockwood.

## Elenco
| Ator/Atriz     | Personagem                       |
| -------------- | -------------------------------- |
| Bing Crosby    | Gilbert Gordon                   |
| Joan Bennett   | Bobbie Lockwood                  |
| Lynne Overman  | Harry                            |
| Mary Boland    | Senhora Smythe                   |
| Thelma Todd    | Lily                             |
| James Blakeley | Buster da Costa                  |
| Douglas Fowley | Pooch Donahue                    |
| Maurice Cass   | Alexander                        |
| Ernest Cossart | Homps                            |
| Jack Mulhall   | Médico de Gordon (não-creditado) |